# Clizia Fornasier
Clizia Fornasier, née le 4 avril 1986 à Conegliano, est une actrice, écrivaine et ancien mannequin italienne.

## Biographie
Après avoir remporté le titre de Miss Vénétie, elle a participé au concours Miss Italie 2004, où elle a remporté le titre national Miss Sasch Modella Domani. L'année suivante, elle présente Anteprime : aspettando Miss Italia et Varietà e Super varietà sur Rai 1. Elle a fait ses débuts au cinéma en 2007 avec le film Notte prima degli esami - Oggi, réalisé par Fausto Brizzi. La même année, il tourne les films Ultimi della classe de Luca Biglione et Grande, grosso e... Verdone de Carlo Verdone, tous deux au cinéma en 2008. Après avoir terminé le tournage de la série télévisée Tutti pazzi per amore de Riccardo Milani de Rai Uno (2009), il a tourné le drame Piper de Francesco Vicario, diffusé sur Canale 5, pour lequel il a également enregistré un CD, Sole & I Demoni - Back to Piper, qui contient les chansons chantées dans la série.
En septembre 2010, elle commence le tournage de Un medico in famiglia 7 d'Elisabetta Marchetti, une série télévisée de Rai Uno diffusée le 27 mars 2011, dans laquelle elle joue Albina Battiston. En 2012, elle tourne le film La finestra de Alice de Carlo Sarti à Piacenza, avec Sergio Múñiz, Fabrizio Bucci et Debora Caprioglio. La même année, elle est l'escorte de luxe dans le film du réalisateur Giulio Manfredonia, Tutto tutto niente niente, avec Antonio Albanese. Toujours en 2012, elle joue le rôle de Giada dans le film de Massimo Venier, Aspirante vedovo, avec Fabio De Luigi et Luciana Littizzetto.
En 2013, elle publie un roman policier intitulé Rajoda (acronyme des lettres initiales des membres de sa famille).
En septembre 2013, elle fait ses débuts en tant que concurrente dans Tale e quale show, une émission de divertissement en douze épisodes sur Rai 1, animée par Carlo Conti où elle imite Britney Spears, Elisa, Olivia Newton-John, Nancy Sinatra, Gigliola Cinquetti, Kate Bush, Nada, Annie Lennox, Mal, Cyndi Lauper et Sade. Le 31 décembre 2013, elle s'est produite en tant qu'invitée/chanteuse dans l'émission L'anno che verrà de la Rai 1 animée par Carlo Conti. Le 11 janvier 2014, elle a été invitée au premier épisode de l'émission Sogno e son desto de la Rai 1 par Massimo Ranieri, avec qui elle a chanté un duo Malafemmena/Amapola. En novembre 2014, elle a participé à nouveau à l'émission Tale e quale en imitant Anggun, Carmen Consoli et Blondie. À partir d'avril 2015, lors de la deuxième soirée de Rai 1, elle a commencé la coanimation hebdomadaire du magazine Top - Tutto quanto fa tendenza, chaque mercredi pendant 10 épisodes. Toujours en 2015, jusqu'à la fin de la saison de football 2014-2015, elle était régulièrement invitée le dimanche après-midi sur la Rai 2 de l'émission Quelli che il calcio, animée par Nicola Savino. L'expérience s'est répétée lors de la saison 2015-2016 du championnat de football, où elle a de nouveau été correspondante dans les stades le dimanche après-midi sur Rai 2 lors de l'émission Quelli che il calcio, animée par Nicola Savino.

### Vie privée
En 2013, dans l'émission Tale e quale, elle a rencontré Attilio Fontana, avec lequel elle conçut son premier enfant le 1er juin 2016,. Le 4 février 2019, elle est devenue mère pour la deuxième fois, de Mercuzio.